# Ann Street Barry
Ann Street Barry, även Anne Crawford, född 1734, död 1801, var en brittisk skådespelare.
Hon var tidigare gift med skådespelaren Spranger Barry. I shakespearesk tragedi och komedi var Crawford den brittiska teaterns främsta namn, före klassicismen och Sarah Siddons.

## Fotnoter
1. 1 2  SNAC, SNAC Ark-ID: w6jm2wcf, läs online, läst: 9 oktober 2017.[källa från Wikidata]
2. 1 2  A Historical Dictionary of British Women, andra utgåvan, Routledge, 17 december 2003, ISBN 978-1-85743-228-2.[källa från Wikidata]